# FM 실황음악
FM 실황음악(이전 명칭: 세계 음악의 현장)은 대한민국의 라디오 채널 KBS 클래식FM의 클래식 음악 전문 라디오 프로그램이다.

## 개요
KBS는 1974년 유럽방송연맹(EBU)의 준회원 방송사로 가입한 후, 한 해 2,000여만 원을 내고 TV와 라디오의 각종 프로그램을 상호 교류한다. 그 가운데 세계 각지의 연주회 실황을 입수하여 방송하는 《FM실황음악》이 가장 성공적인 교류의 예이다. 전신(前身)은 《세계 음악의 현장》이며, 이후 현재 명칭으로 변경되었다. 영국 BBC와 독일공영방송을 비롯한 다수의 유럽 방송국들 및 미국, 일본, 호주와 같은 EBU 준회원국 방송사의 생생한 실황을 제공받아 편성한다. KBS 교향악단이나 서울시향, 한국 연주자의 공연, 평창대관령음악제, 그리고 해외 연주자의 내한 공연 등 한국 실황은 실황특집 중계방송으로 별도 편성되며, 이 한국 공연들은 다른 EBU 회원사에도 제공되어 해외 전파를 탄다. 단, 이 프로그램은 모두 전국방송이다.

## 참고 사항
- 매년 4월 개최되는 예술의전당 교향악축제와 여름 평창대관령음악제를 현장에서 생중계로 방송한다. 단, 저녁 8시 이전에 시작하는 일부 공연은 간혹 녹음 후 지연 중계하기도 하며 또는 다른 시간대에 별도로 방송한다.
- 토요일과 일요일은 밤 10시까지 2시간 동안 방송된다. 간혹 평일인 이 시간대에 실황특집 중계방송이 편성될 때 뒤에 이어지는 프로그램인 정다운 가곡이 종종 혹은 자주 결방되는 경우도 있다.
- 시간 제약상 완전한 프로그램이 방송되지 않고 제외된 곡이 발생할 때가 있지만, 남는 시간에는 음반에서 선곡이 된다.

## 역대 진행자
- 임승기 / 허영한 / 조성진 -《세계 음악의 현장》
- 박은희 -《실황음악회》,《세계 음악의 현장》
- 박재은 / 우광혁 / 전상직 / 정만섭 / 이경화 - 《FM실황음악회》
- 정준호 - 2007년 4월 ~ 2018년 5월 27일
- 최은규 - 2018년 5월 28일 ~ 현재

## 같이 보기
- 클래식 음악
- 볼륨을 높여요 (KBS 쿨FM)